# José Villalonga
José Villalonga Llorente (* 12. Dezember 1919 in Córdoba; † 7. August 1973 in Madrid) war ein spanischer Fußballtrainer. Mit der spanischen Nationalmannschaft wurde er 1964 Europameister. mit Real Madrid gewann er 1956 und 1957 den Europapokal der Landesmeister und zwei spanische Meisterschaften. Mit Atlético Madrid gewann er zweimal den spanischen Pokal und den Europapokal der Pokalsieger von 1962.

## Karriere
In seiner Jugend spielte José Villalonga bei diversen Amateurvereinen. Nachdem er sich dem Militär angeschlossen hatte, wurde er seinen Interessen entsprechend Sportlehrer bei den Streitkräften. 1949 erwarb er ein Trainerdiplom. Zuletzt verrichtete er seine Dienste im Rang eines Oberstleutnants bei der Militärakademie in Toledo.

### Real Madrid
1952 wurde José Villalonga von Real Madrid angeworben und in den Trainerstab der Kampfmannschaft aufgenommen. Nach dem 14. Spieltag der Saison 1954/55 ersetzte er den uruguayischen Cheftrainer Enrique Fernández, der Real im Vorjahr zur Meisterschaft geführt hatte. Die Mannschaft um Alfredo Di Stéfano, Francisco Gento und Héctor Rial lag zu diesem Zeitpunkt bereits mit einem Punkt Vorsprung auf Platz eins. Am Ende verteidigte Real seinen Titel mit fünf Punkten Vorsprung auf den Erzrivalen, den FC Barcelona. Im Juni 1955 gelang der erstmalige Gewinn der Copa Latina durch einen 2:0-Finalsieg über Stade Reims im Pariser Prinzenparkstadion.
In der folgenden Saison misslang die Titelverteidigung in der Meisterschaft, Real wurde hier nur Dritter. Doch nach einem 4:3-Finalsieg bei der Erstaustragung des Europapokals der Landesmeister erneut über Stade Reims im Prinzenparkstadion konnte sich der Klub als internationaler Spitzenverein etablieren. Mit einem Alter von 36 Jahren ist er bis heute der jüngste Trainer, der diesen Titel gewann. Im Juli 1956 gewann er mit Real in der venezolanischen Hauptstadt Caracas zudem den Kleinen Weltpokal, einem Vorläufer des späteren Weltpokals für Vereinsmannschaften, vor dem CR Vasco da Gama aus Brasilien.
1956/57 gelang es ihm, den mittlerweile durch den französischen Nationalspieler Raymond Kopa und den Abwehrspieler Marquitos verstärkten Verein wieder souverän zur Meisterschaft zu führen. Ende Mai gelang auch die Titelverteidigung im Europapokal durch einen 2:0-Finalsieg im heimischen Estadio Santiago Bernabéu über AC Florenz. Drei Wochen später gewann er mit Real auch erneut die Copa Latina, diesmal durch ein 1:0 im Finale über Benfica Lissabon, wiederum im Bernabéu-Stadion. Intern hatte sich aber ein Zerwürfnis mit Juan Antonio Ipiña entwickelt. Der frühere Nationalspieler von Real, der 1952/53 auch Trainer gewesen war, bekleidete ein Amt, das heutzutage wohl mit „Sportdirektor“ beschrieben würde. Am Ende, so hieß es, sprachen die beiden nicht einmal mehr miteinander und Präsident Santiago Bernabéu beschloss, den Argentinier Luis Carniglia als neuen Trainer zu verpflichten.

### Atlético Madrid
Ende Oktober 1959 löste Villalonga beim Lokalrivalen Atlético Madrid den Slowaken Ferdinand Daučík ab, der in den ersten sechs Spieltagen drei Niederlagen eingefahren hatte. Mit Atlético wurde er in seiner ersten Saison Fünfter. Im nationalen Pokal führte er die Rojiblancos ins Finale. Der Gegner dort wurde sein Ex-Verein Real Madrid, welches mittlerweile von seinem ehemalige Torhüter Miguel Muñoz trainiert wurde und in dessen Heimstadion die Partie stattfand. Das Spiel endete 3:1 und Villalonga und Atlético gewannen ihre erste Copa del Generalísimo. In der folgenden Spielzeit reichte es in der Liga zur Vizemeisterschaft hinter dem mit 12 Punkten enteilten Real Madrid. Im Pokal gelang ihm unterdessen erneut der Einzug ins Endspiel. Dieses wurde im Anschluss zu einer Neuauflage des Finals der Saison zuvor und konnte am Ende mit 3:2 gegen Real Madrid im Estadio Santiago Bernabéu gewonnen werden, womit er die Copa verteidigte.
1961/62 wurde er in der Meisterschaft nurmehr Dritter, wenngleich diesmal mit nur sieben Punkten Rückstand auf den Meister. Eine weitere Titelverteidigung der Copa misslang durch eine Niederlage in der 2. Runde gegen CD Baskonia. Ein bedeutender Erfolg war der Einzug ins Finale des Europapokals der Pokalsieger, wo sich im Mai 1962 weniger als 30.000 Zuseher im Hampden Park von Glasgow verloren als sich Atlético und AC Florenz nach Verlängerung mit 1:1 trennten. Daher wurde nach damaligen Regeln ein Wiederholungsspiel notwendig, das aber aufgrund der Weltmeisterschaft erst im September zu Beginn der neuen Saison stattfand. Im Stuttgarter Neckarstadion, wo der Mannheimer Schiedsrichter Kurt Tschenscher für Zucht und Ordnung sorgte, gewann Atlético diesmal vor knapp 40.000 Zusehern gegen die mittlerweile von Ferruccio Valcareggi, der 1968 die italienische Nationalmannschaft zur Europameisterschaft führte, trainierten Italiener mit 3:0. 
Die Spielzeit 1962/63 wurde seine letzte als Übungsleiter der Colchoneros. In der Liga wurde er nach 1960 einmal mehr Vizemeister hinter seinem Ex-Verein Real Madrid. Höhepunkt der Saison wurde der erneute Einzug ins Finale des Europapokals der Pokalsieger. Die Titelverteidigung blieb letztendlich jedoch aus, da man das Endspiel in Rotterdam gegen Tottenham Hotspur mit 1:5 deutlich verlor. In Folge seiner Ernennung zum spanischen Nationaltrainer in der Saison 1962/63 verließ Villalonga Atlético 1963 nach vier Jahren und drei gewonnenen Titeln wieder und machte Platz für seinen Assistenztrainer Rafael García "Tinte", der wie er in Cordóba gebürtig war.

### Nationaltrainer
Nach der Weltmeisterschaft 1962, bei der Spanien wenig beeindruckt hatte, wurde er zum neuen Nationaltrainer erkoren. Mit der spanischen Fußballnationalmannschaft gelang ihm der erste große Erfolg des Landes. Durch einen 2:1-Finalsieg mit der Mannschaft um Luis Suárez, Josep Fusté und Amancio Amaro im heimischen Bernabéu-Stadion über die UdSSR mit deren Wundertorwart Lew Jaschin gewann er die Fußball-Europameisterschaft 1964, was bis zum erneuten Titelgewinn durch die vom Tiki-Taka angetriebenen Mannschaft von 2008 Spaniens einziger Titel bleiben sollte. Er führte Spanien dann zur Fußball-Weltmeisterschaft 1966 nach England, schied dort aber nach Niederlagen gegen Deutschland und Argentinien bereits in der Vorrunde aus. Nach diesem Turnier trat er von seinem Posten zurück.

### Weiteres Leben
1967 wurde Villalonga Direktor der nationalen Trainerschule, der Escuela Nacional de Entrenadores, und wurde zudem der erste Professor für Fußball am
Nationalen Institut für Körperkultur, dem Instituto Nacional de Educación Física in Madrid.
Er starb am 7. August 1973 an den Folgen eines Herzinfarkts.

## Erfolge
- Europameister: 1964 (Spanien)
- Kleiner Weltpokal: 1956 (Real Madrid)
- Europapokal der Landesmeister: 1956, 1957 (Real Madrid)
- Europapokal der Pokalsieger: 1962 (Atlético Madrid)
- Copa Latina: 1955, 1957 (Real Madrid)
- Spanischer Meister: 1955, 1957 (Real Madrid)
- Spanischer Pokalsieger: 1960, 1961 (Atlético Madrid)